# Dover Athletic Football Club

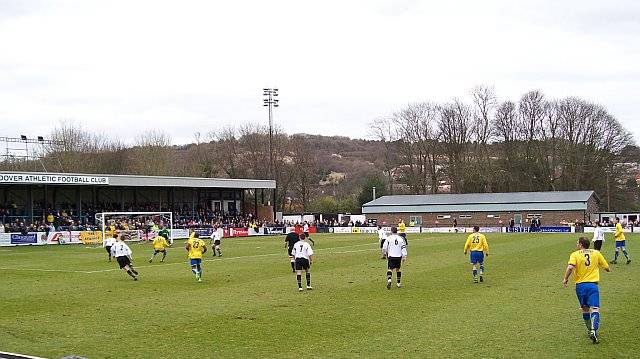
El Dover (blanco) ante el Staines Town en 2009.

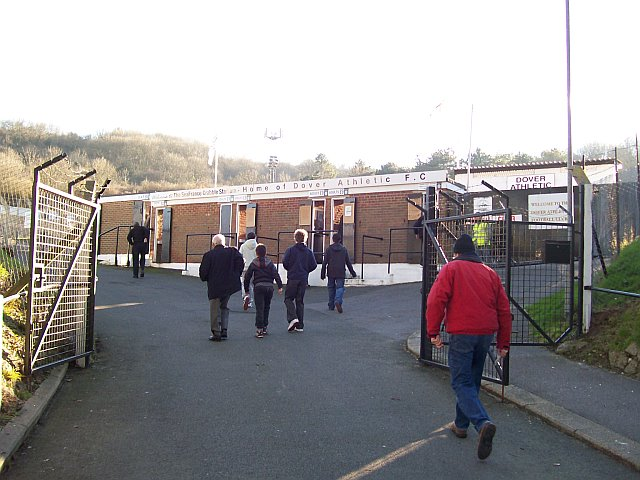
El Crabble Athletic Ground.

El Dover Athletic Football Club es un club de fútbol  DE Dover, Kent, Inglaterra.fue fundado en el año 1983 tras la disolución del anterior equipo de la ciudad, Dover FC, cuyo lugar en la Southern League fue tomado por el nuevo club. Actualmente juega en la Conference South.
En la temporada 1989-90 Dover Athletic ganó el campeonato de la Southern League, pero no pudo lograr la promoción a la Football Conference debido a que el estadio del equipo no cumplía los requisitos para participar de esa liga. Tres temporadas después, Dover ganó nuevamente el campeonato, logrando esta vez la promoción a la Conference, en la que estuvo presente  nueve temporadas antes de descender. En abril de 2008 el club ganó el campeonato de la Division One South y, con ello, la promoción a la Isthmian League Premier Division. A la temporada siguiente ganó el título de esa división y ascendió a la Conference South.
El club utiliza camisetas de color blanco y ha jugado como local en el Crabble Athletic Ground desde la formación de la institución. El mejor desempeño del club en la FA Cup llegó en la temporada 2010-11 cuando llegó a la tercera ronda, mientras que su mejor actuación en la FA Trophy se registró en la temporada 1997-98 cuando el equipo llegó a las semifinales del torneo para equipos fuera de la esfera de la Premier League y de la Football League.

## Palmarés

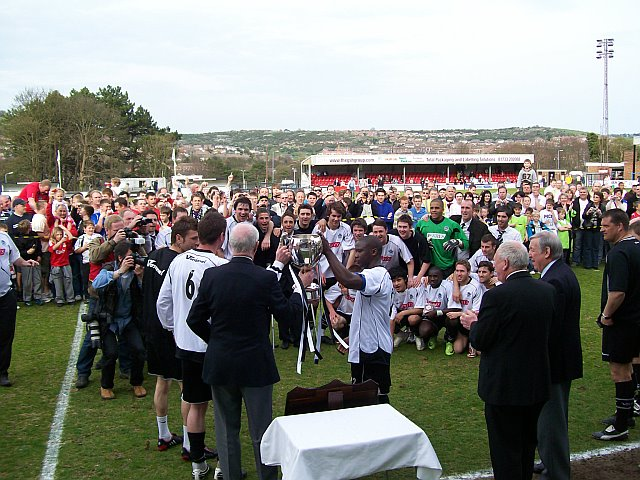
Dover recibe la Isthmian League ganada en 2009.

- Southern League Premier Division (2): 1989-90, 1992-93
- Isthmian League Premier Division (1): 2008-09
- Southern League Division One (1): 1987-88
- Isthmian League Division One South (1): 2007-08

## Entrenadores

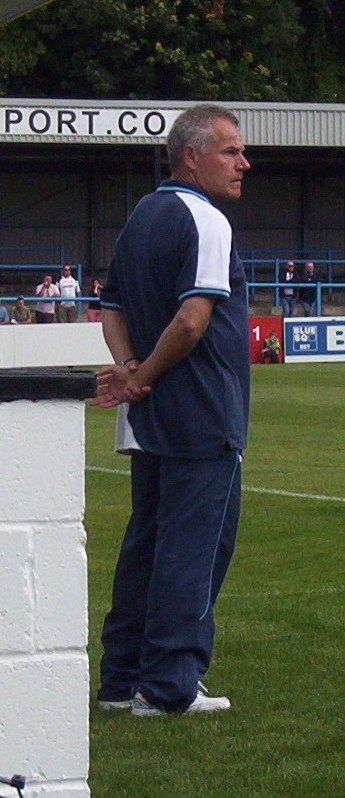
Peter Taylor dirigió al club a mediados de los años 1990s.

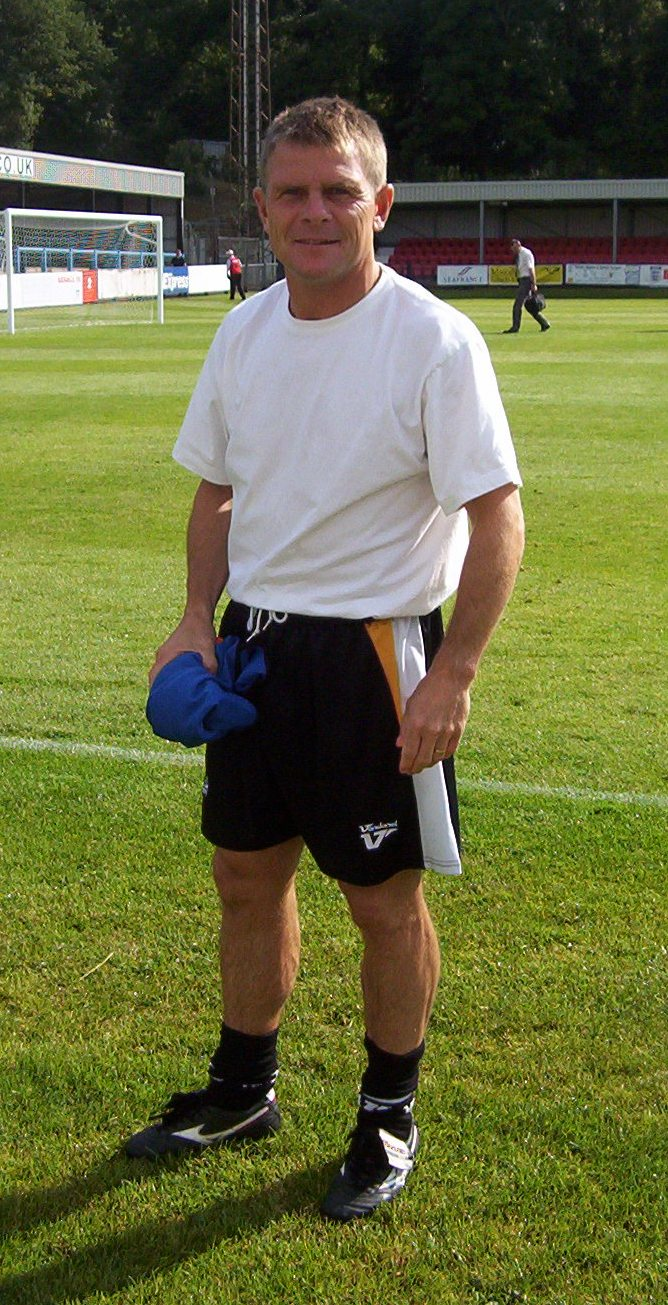
Andy Hessenthaler dirigió al club en el 2007 y volvió en octubre de 2018.

| Desde | Hasta    | Nombre                                 | Notas         |
| ----- | -------- | -------------------------------------- | ------------- |
| 1983  | 1984     | Alan Jones                             | [ 3 ]         |
| 1984  | 1984     | Graham Sawyer (interino)               | [ 4 ]         |
| 1984  | 1985     | Steve McRae                            | [ 3 ]         |
| 1985  | 1995     | Chris Kinnear                          | [ 5 ]         |
| 1995  | 1995     | Nigel Donn y Dave Leworthy (interinos) | [ 5 ]         |
| 1995  | 1995     | John Ryan                              | [ 6 ] [ 7 ]   |
| 1995  | 1996     | Peter Taylor                           | [ 8 ]         |
| 1996  | 1997     | Joe O'Sullivan                         | [ 9 ]         |
| 1997  | 2001     | Bill Williams                          | [ 10 ]        |
| 2001  | 2001     | Gary Bellamy                           | [ 11 ]        |
| 2001  | 2001     | Clive Walker (interino)                |               |
| 2001  | 2002     | Neville Southall                       | [ 12 ]        |
| 2002  | 2003     | Clive Walker                           | [ 12 ] [ 13 ] |
| 2003  | 2004     | Richard Langley                        | [ 14 ]        |
| 2004  | 2004     | Gary Whittle (interino)                | [ 14 ]        |
| 2004  | 2005     | Steve Browne                           | [ 15 ] [ 16 ] |
| 2005  | 2007     | Clive Walker                           | [ 17 ]        |
| 2007  | 2010     | Andy Hessenthaler                      | [ 18 ]        |
| 2010  | 2010     | Ian Hendon                             | [ 19 ] [ 20 ] |
| 2010  | 2011     | Martin Hayes                           | [ 21 ] [ 22 ] |
| 2011  | 2013     | Nicky Forster                          | [ 23 ]        |
| 2013  | 2018     | Chris Kinnear                          | [ 24 ]        |
| 2018  | Presente | Andy Hessenthaler                      | [ 25 ]        |